# 다자이후역
다자이후역(일본어: 太宰府駅)은 일본 후쿠오카현 다자이후시에 위치한 서일본 철도 다자이후 선의 역이다. 본 노선의 종점으로, 다자이후텐만구의 근처역이다.

## 역사
- 1902년 5월 1일: 다자이후 마차철도에 의한 개업, 궤간 914mm의 마차 철도 탄생.
- 1907년 7월 17일: 다자이후 마차철도가 다자이후 궤도에 의하여 회사명 변경.
- 1913년 1월 20일: 동력을 마력에서 증기로 변경.
- 1927년 9월 24일: 다자이후 ~ 후쓰카이치(현, 니시테쓰후쓰카이치) 구간을 1435mm궤간으로 궤간 변경하여 전철화.
- 1934년 8월 23일: 규슈 철도가 다자이후 궤도를 합병하여 다자이후 선이 됨.
- 1942년 9월 19일: 규슈 철도가 규슈 전기궤도에 합병, 서일본 철도가 됨.
- 1952년: 역사 개축.
- 1965년 12월: 승강장 증설.
- 1991년: 현역사 개축.
- 2008년 5월 18일: IC카드 nimoca 공용 개시.
- 2017년 2월 1일: 역 번호 도입.

## 역 구조
두단식 승강장 3면 2선의 지상역이다. 2선을 3면 승강장으로 하는 구조가 되고 있어 중앙의 승강장이 승차 전용 양쪽 승강장이 하차 전용이다.
승강장의 끝에 다자이후텐만구를 본뜬 외관의 역사가 있고 승강장에서 슬로프까지 거의 턱이 없이 연결되어 있다(4번 승강장의 일부에 계단 있음). 개찰구는 역전 광장에 면한 북쪽과 동쪽에도 역에서 출전 전용 개찰구가 마련되고 있다. 무효표가 필요한 경우에는 북쪽을 이용할 필요가 있다.

### 승강장
| 1    | ■ 다자이후 선 | 하차 전용                                                        |
| 2・3 | ■ 다자이후 선 | 니시테쓰후쓰카이치・니시테쓰 후쿠오카(덴진)・지쿠시・오고리 방면 |
| 4    | ■ 다자이후 선 | 하차 전용                                                        |

## 역 주변
다자이후 시의 중앙부보다 약간 북동쪽에 위치한다. 역 구내에 관광 안내소가 설치되어 있고 다자이후텐만구와 가까운 곳에 있어 다자이후 관광 거점이 되고 있지만, 다자이후 시의 중심 시가지 및 시청은 옆의 니시테쓰고조역이 가깝다.
역전을 후쿠오카 지방 도로 35호 지쿠시노고가 선이 지난다. 동행로는 역의 남쪽 200m의 위치에 있는 우메도리 교차로에서 후쿠오카 지방 도로 76호 지쿠시노다자이후 선과 교차한다.
- 다자이후텐만구 - 역전의 산도 위를 동쪽으로 약 300m 걸어가면 나온다.
- 다자이후텐만구 상가 - 역전에서 다자이후텐만구까지 참배길 양쪽.
- 이다 디자이후 놀이공원 - 다자이후텐만구 동쪽에 인접
- 규슈 국립박물관 - 동쪽으로 약 700m
- 고묘젠지
- 다자이후관
- 가마도 신사 - 북동쪽으로 약 1.8km, 역에서 시 커뮤니티 버스 "마호로바호"가 운행되고 있다.
- 다자이후텐만구 유치원 - 다자이후텐만구 내
- 다자이후 시립 다자이후 초등학교 - 북서쪽으로 약 450m
- 지쿠시다이 고등학교 - 서북서 방향으로 약 500m
- 규슈 정보대학 - 북동쪽으로 약 1.2km, 역에서 시 커뮤니티 버스 "마호로바호"가 운행되고 있다.
- 지쿠시 여학원 대학・지쿠시 단기 대학부
- 후쿠오카 은행 다자이후 지점
- 서일본 시티 은행 다자이후 지점
- 다자이후텐만구마에 우체국

## 사진

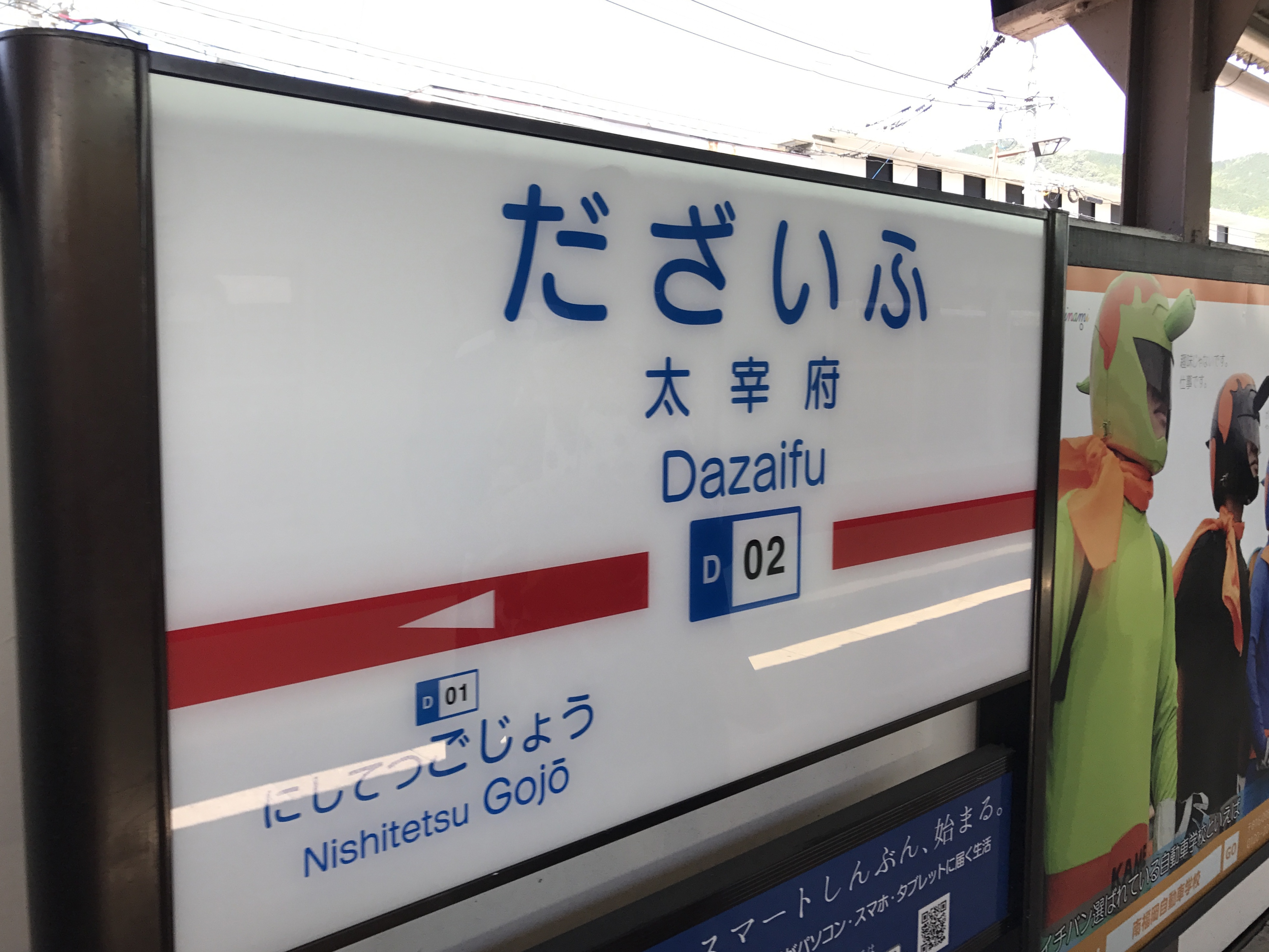
역명판

## 인접역
| 서일본 철도 ■ 다자이후 선                | 서일본 철도 ■ 다자이후 선 | 서일본 철도 ■ 다자이후 선 |
| ---------------------------------------- | ------------------------- | ------------------------- |
| D01 니시테쓰고조 니시테쓰후쓰카이치 방면 |                           | 시·종착역                 |